# Minoru Genda
Minoru Genda jap. 源田 実 (ur. 16 sierpnia 1904 w Kake w prefekturze Hiroszima, zm. 15 sierpnia 1989 w Tokio) – japoński wojskowy, pilot, komandor Japońskiej Cesarskiej Marynarki Wojennej oraz generał Japońskich Powietrznych Sił Samoobrony. Twórca planu ataku na Pearl Harbor podczas II wojny światowej.

## Zarys biografii
W 1924 ukończył Akademię Cesarskiej Marynarki Wojennej. W grudniu 1928 został skierowany do szkoły lotniczej w Kasumigaurze, którą ukończył z wyróżnieniem w listopadzie 1929, otrzymując kwalifikacje pilota samolotów myśliwskich. Zorganizował i prowadził grupę akrobacyjną zwaną „Latającym Cyrkiem Gendy”, która do pokazów wykorzystywała myśliwce pokładowe Nakajima A2N. Doświadczenia pilota bojowego zdobywał podczas drugiej wojny chińsko-japońskiej, uczestnicząc w działaniach 2. Połączonej Grupy Powietrznej.
W 1941 admirał Isoroku Yamamoto z osobistego wyboru polecił mu opracowanie planów ataku powietrznego na bazę US Navy w Pearl Harbor na Hawajach. Przeprowadzony 7 grudnia tego samego roku atak spowodował przystąpienie Stanów Zjednoczonych do II wojny światowej i rozpoczął działania na Pacyfiku.
W latach 1959–1962 pełnił funkcję szefa sztabu Japońskich Powietrznych Sił Samoobrony. Za pracę na tym stanowisku, prezydent Stanów Zjednoczonych John F. Kennedy odznaczył Gendę amerykańskim odznaczeniem Legion of Merit
Od 1962 do 1986 był deputowanym do parlamentu z ramienia Partii Liberalno-Demokratycznej. W 1986 wycofał się z życia politycznego i przeszedł na emeryturę.
Zmarł 15 sierpnia 1989 w szpitalu w Tokio – jeden dzień przed swoimi 85. urodzinami.

## Odznaczenia
- Złote i Srebrne Promienie Orderu Świętego Skarbu
- Medal Wojskowy za Wojnę Chińsko-Japońską 1937–1945
- Komandor Legii Zasługi (1962, Stany Zjednoczone)
- Złota i Srebrna Gwiazda Orderu Świętego Skarbu (1974)
- Złota i Srebrna Gwiazda Orderu Wschodzącego Słońca (1981)